# فتوة الناس الغلابة (فلم)
فتوة الناس الغلابة فيلم مصري ملون (درامي - خيال) ضم عدد كبير من نجوم التمثيل المصريين ويعتبر من أشهر أفلام الراحل فريد شوقي وتم عرض الفيلم لأول مرة في 23 إبريل 1984 ومدته 100 دقيقة من أنتاج أفلام مصر العربية (واصف فايز) من أخراج وتأليف نيازي مصطفى.

## قصة الفيلم
يمتلك عم «كامل» مكتبة تضم العديد من الكتب القديمة العتيقة ويعثر على قلادة سحرية داخل احدي الكتب تخفي من يرتديها، فيبدأ في استخدامها في مكافحة الظلم، لكن ابنه «سمير» يعلم بأمر القلادة فيسرقها من والدة ويبداء في استخدامها في أعمال السرقة.

## الممثلون والأدوار
- فريد شوقي (عم كامل)
- سمير صبري (حمدي كامل)
- صلاح السعدني (سمير كامل)
- بوسي (إلهام علي)
- منى إسماعيل (زينب)
- ليلى فهمي (فردوس)
- علي الشريف (المعلم سيد - الجزار)
- سيد حاتم (صبي الجزار)
- أمال رمزي (منى)
- حسن السبكي (رمزى مصطفى)
- يوسف فوزي (فتحي - مدير الكباريه)
- حسين إبراهيم (عتريس سيد الحلو)
- أبو الفتوح عمارة (السباك)
- محمد الصاوي (إبن السباك)
- أحمد أبوعبية (الفرّان)
- عبد الله إسماعيل (زبون المكتبة)
- عبد العزيز عيسى (مُحضر المحكمة)
- يوسف العسال (قائد الطائرة)
- إبراهيم قدري (خادم القصر)

## وصلات خارجية
- مقالات تستعمل روابط فنية بلا صلة مع ويكي بيانات
- فتوة الناس الغلابة - موقع في الفن
- فتوة الناس الغلابة - موقع السينما